# 리프팅 바디

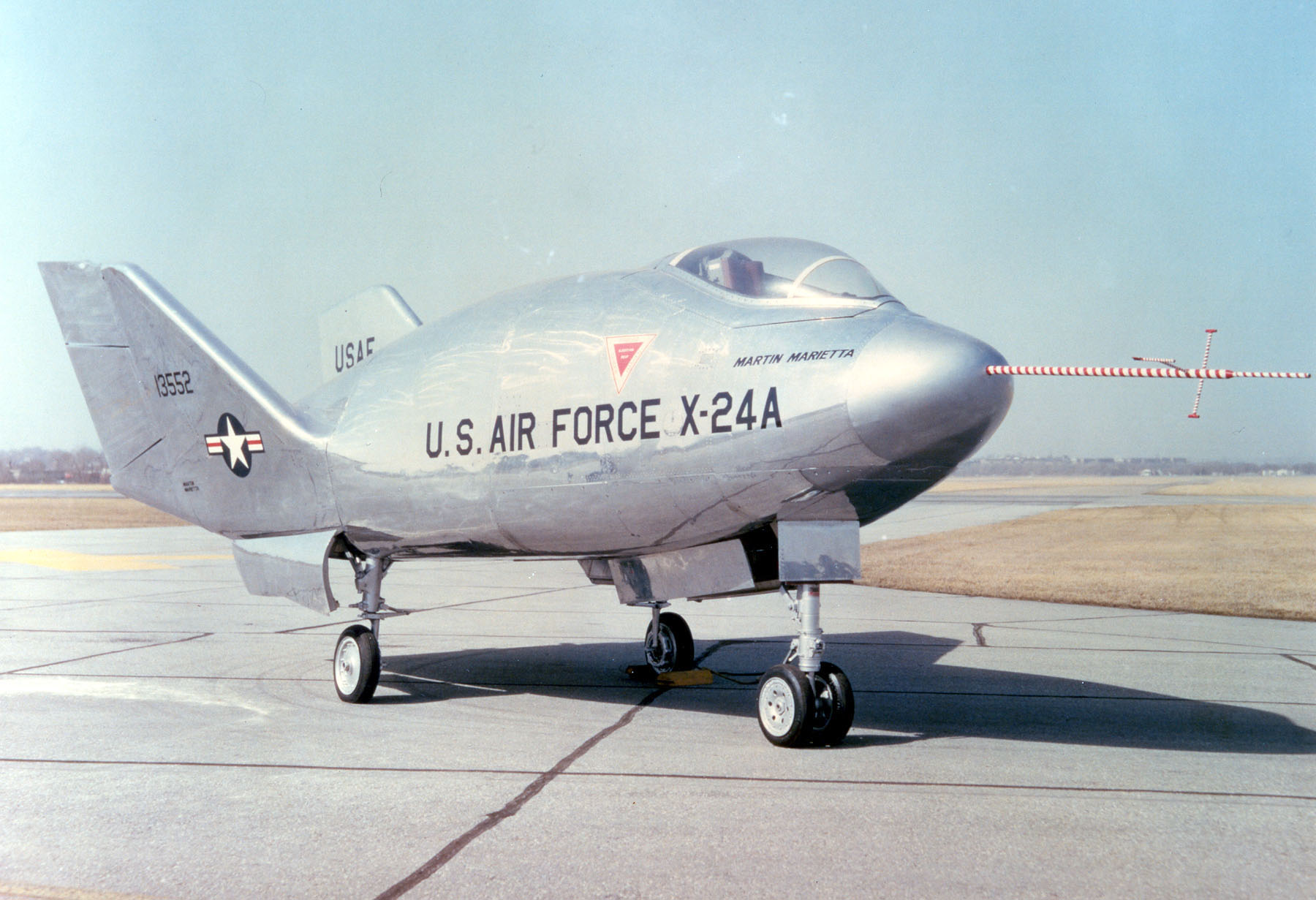
대표적인 리프팅 바디기인 미국의 X-24A

리프팅 바디(영어: lifting body)는 극초음속에서의 순항을 전제로 한 항공기 내지는 스페이스플레인 등과 같은 대기 중을 비행하는 경우가 있는 일부 우주선에 사용되는, 기체를 지탱하는 양력을 만들어 내도록 공기역학적으로 고안된 형상을 가지는 동체이다. 천음속에서 초음속 영역에서의 비행시에 특히 큰 항력 발생원이 되는 통상의 고정익기형의 날개를 폐지하고, 그만큼 필요로 하는 부양력을 동체로부터 조달하기 위해 이용되는 경우가 많으며, 1960년대에 개발된 미국의 실험기 M2 시리즈나 X-24 등이 이 형태를 채택한 대표적인 기체이다.

## 같이 보기
- 전익기